# Янович, Енё
Енё Янович (венг. Janovics Jenő; 8 декабря 1872, Унгвар, Австро-Венгрия, ныне Ужгород, Украина — 16 ноября 1945, Колошвар, Венгрия, ныне Клуж-Напока, Румыния) — австро-венгерский и венгерский режиссёр, сценарист и актёр эпохи немого кино. Выступил в качестве режиссёра 33 фильмов, снятых между 1913 и 1920 годами, а также написал сценарии для 30 фильмов, снятых между 1913 и 1918 годами.

## Биография
Родился в городе Унгваре (современный Ужгород). Окончив театральную академию, с 1894 года занимался актёрской деятельностью, а затем был театральным режиссёром. Владел кинофирмой «Корвин» в Колошваре, на которой в 1914-1917 годах ставили фильмы известные впоследствии режиссёры Майкл Кёртис, Мартон Гараш, Александр Корда.
С 1914 года — в кино. Работал в качестве киноактёра и кинорежиссёра, а также сценариста. Написал сценарии многих венгерских фильмов, таких как «Банк-бан» (1914), «Мишка-аристократ», «Лилиомфи» (оба в 1916) и т. д. Стал постановщиком фильмов «Лилиомфи», «Цикл песен Петёфи» (оба в 1916), «Учительница» (1917), «Сельская мадонна» (1918), «Тоска» (1925) и т. д.
Пережил антисемитский террор «Скрещённых стрел», укрываясь с женой у друзей.